# All 'Bout the Money
"All 'Bout the Money" är en låt skriven av Meja och Douglas Carr. Låten finns med på Mejas album Seven Sisters från 1998 och släpptes som singel samma år. Singeln nådde bl.a. 4:e plats på den svenska singellistan, 3:e plats på norska VG-listan och 12:e plats på den brittiska singellistan.

## Utgåvor (i urval)

### CD-singel COL 665463 1 (Sverige)
1. "All 'Bout the Money" – 2:52
2. "Are You Ready?" - 2:59

### CD-Maxisingel COL 665463 2 (Sverige)
1. "All 'Bout the Money" – 2:52
2. "All 'Bout the Money" (Hector's Radio Mix) - 3:03
3. "All 'Bout the Money" (Hector's Radio Mix) - 2:55
4. "All 'Bout the Money" (Pierre J's Extended Version) - 6:54
5. "All 'Bout the Money" (DJ Zeb & Sezam's Radio Mix) - 2:55
6. "All 'Bout the Money" (Galaxy Of Stars Remix) - 4:24

### CD-Maxisingel COL 666566 5 (Sverige)
1. "All 'Bout the Money" – 2:52
2. "All 'Bout the Money" (Hector's Radio Mix) - 3:03
3. "Welcome To The Fanclub Of Love" - 3:36

### CD-singel ESCA 6917 (Japan)
1. "All 'Bout the Money" – 2:52
2. "Leanon Lover" – 3:00
3. "All 'Bout The Money" (Stripped Version) – 2:53

### 12" maxisingel COL 665463 6 (Sverige)

#### Sida A
1. "All 'Bout The Money" (Album Version) - 2:52
2. "All 'Bout The Money" (Hector's Radio Mix) - 3:03
3. "All 'Bout The Money" (Pierre J's Radio Mix) - 2:55

#### Sida B
1. "All 'Bout The Money" (Pierre J's Extended Version) - 6:54
2. "All 'Bout The Money" (DJ Zeb & Sezam's Radio Mix) - 2:55
3. "All 'Bout The Money" (Galaxy Of Stars Remix) - 4:24

## Listplaceringar
| År   | Land                | Lista               | Placering | Ref    |
| ---- | ------------------- | ------------------- | --------- | ------ |
| 1998 | Storbritannien      | UK Singles Chart    | 12        | [ 3 ]  |
| 1998 | Sverige             | Sverigetopplistan   | 4         | [ 4 ]  |
| 1998 | Österrike           | Ö3 Austria Top 40   | 21        | [ 5 ]  |
| 1998 | Frankrike           | SNEP                | 13        | [ 6 ]  |
| 1998 | Nederländerna       | Mega Top 100        | 11        | [ 7 ]  |
| 1998 | Norge               | VG-lista Top 40 låt | 3         | [ 8 ]  |
| 1998 | Belgien (Flandern)  | Ultratop 50         | 20        | [ 9 ]  |
| 1998 | Belgien (Vallonien) | Ultratop 40         | 19        | [ 10 ] |